# Municipalité insulaire
La définition d'une municipalité insulaire varie selon les contextes et les sources. Généralement, ce terme désigne une entité administrative, telle qu'une commune ou une ville, située entièrement sur une ou plusieurs îles, sans territoire continental. Une commune occupant uniquement une partie d'une île est également considérée comme une municipalité insulaire, à condition que son territoire soit exclusivement insulaire.
Ces municipalités ont leur espace géographique entouré d’eau, généralement par la mer, un océan, un lac ou une rivière.
Ces municipalités se distinguent par leur isolement géographique, leurs défis infrastructurels et leur économie souvent liée aux activités maritimes.

## Caractéristiques
Les municipalités insulaires présentent plusieurs particularités :
- Isolement et accessibilité

L'accès à ces municipalités se fait généralement par bateau, par avion ou, dans certains cas, par un pont reliant l'île au continent. L'isolement peut poser des problèmes de transport des marchandises et de mobilité pour les résidents.
- Économie et ressources

L'économie des municipalités insulaires repose souvent sur la pêche, le tourisme, et parfois l'aquaculture ou les énergies renouvelables (solaire, éolien). L'approvisionnement en ressources essentielles, comme l'eau et l'électricité, est parfois coûteux et complexe.
- Infrastructures et services

Les infrastructures (routes, écoles, hôpitaux) doivent s'adapter aux contraintes insulaires. L'accès aux soins médicaux peut être limité, nécessitant des évacuations sanitaires vers le continent.
- Environnement et développement durable

Les municipalités insulaires doivent gérer des écosystèmes fragiles, exposés aux effets du changement climatique, comme l'érosion côtière et la montée du niveau de la mer.

## Cadre juridique et gouvernance
Selon les pays, les municipalités insulaires peuvent bénéficier d’un statut spécial en raison de leurs contraintes géographiques. Par exemple :
- En France, certaines îles ont des régimes fiscaux particuliers pour compenser les surcoûts liés à l’insularité[1],[2] tel que pour Molène[3]. En 2021, la spécificité des communes insulaires est reconnue à l’initiative de Jimmy Pahun[4] et de plusieurs de ses collègues (Éric Bothorel, Stéphane Buchou, Didier Le Gac[5], Sandrine Le Feur, Nathalie Loiseau, Hervé Pellois, Gwendal Rouillard et Frédérique Tuffnell[6]), qui ont présenté un amendement[7] qui a été adopté par l’Assemblée nationale à la loi relative à la différenciation, la décentralisation, la déconcentration et portant diverses mesures de simplification de l'action publique locale dite « 3DS ». Cela ne concerne que les îles du Ponant. Si ces territoires bénéficient de l’exercice du droit à la différenciation, ils ne voient pas la création d’un statut juridique nouveau qui leur serait propre.
- Dans l’Union européenne, des fonds spécifiques (ex. : Fonds de cohésion) sont alloués aux territoires insulaires pour leur développement.
- En Colombie-Britannique au Canada, si une communauté souhaitant s'incorporer est située dans une zone couverte par l'Island Trust Act (en), alors elle doit l'être en tant que municipalité insulaire[8].
- Au Chili, en 1966, le président chilien, Eduardo Frei Montalva, promulgue la loi 16.411 créant le « departamento de Isla de Pascua »[9] permettant la création d'une municipalité insulaire sur l'île de Pâques et consacre l'installation de divers services publics de l'état chilien dans le territoire.

## Exemples de municipalités insulaires
- Cameroun

Douala VI
Manoka
- Canada

Les Îles-de-la-Madeleine
Île Bowen,
La Visitation-de-l'Île-Dupas
L'Île-d'Anticosti,
Saint-Antoine-de-l'Isle-aux-Grues
L'Isle-aux-Coudres
L'Isle-aux-Allumettes
Île Pelée
Notre-Dame-des-Sept-Douleurs,,
Les Îles-de-la-Madeleine
Salaberry-de-Valleyfield
Saint-Antoine-de-l'Isle-aux-Grues
- Chili

Hanga Roa,
- Croatie

Vis
Lastovo
- Danemark

Samsø
- France

L'Île-d'Yeu
Groix
Île-de-Bréhat
L'Île-Saint-Denis,
- Grèce

Astypalea
Psará,
- Honduras

Útila
- Italie

Procida
- Norvège

Øygarden
Solund
- Pays-Bas

Bonaire
- Philippines

Jomalig
- Porto Rico

Vieques
Culebra

### Webographie
- [PDF] Villes insulaires, services urbains et planification spatiale par Michel Dimou et Alexandra Schaffar, Université de La Réunion (2008)